# 三突出
三突出是中国文革期间的文艺指导理论之一。最早由于会泳在1968年5月23日在《文匯報》撰文《让文艺界永远成为宣传毛泽东思想的阵地》一文中提出，受到江青等人的赞同和推广，被称为“文艺创作塑造无产阶级英雄人物必须遵循的一条原则”。

## 内容
“三突出”指：
1. 在所有人物中突出正面人物；
2. 在正面人物中突出英雄人物；
3. 在英雄人物中突出主要英雄人物。

与“三突出”对应的是“三陪衬”，即：

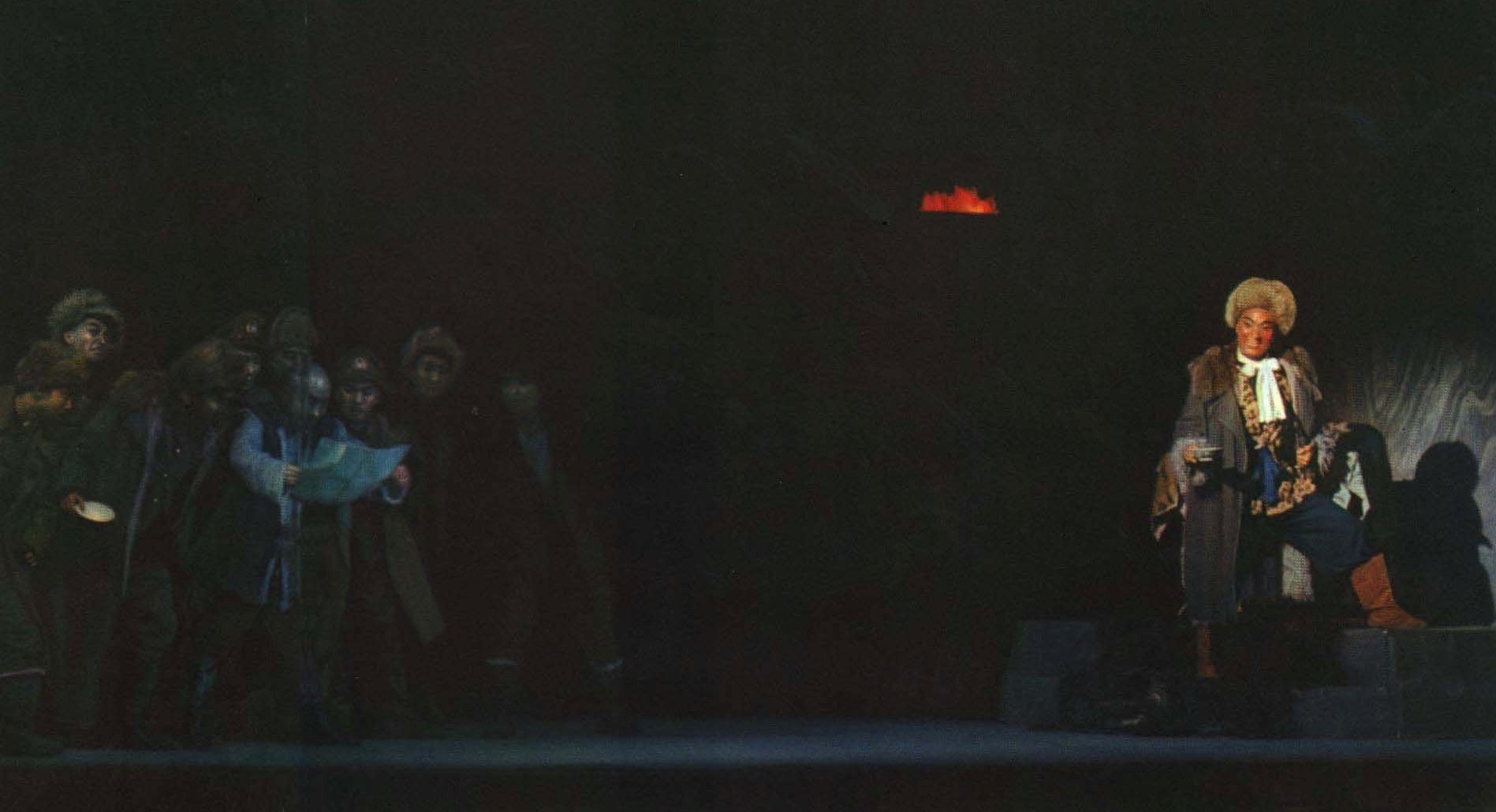
《智取威虎山》剧照：杨子荣处于舞台中央，亮光；座山雕等人处于角落位置，暗光。

1. 在正面人物和反面人物之间，反面人物要陪衬正面人物；
2. 在正面人物和英雄人物之间，正面人物要陪衬英雄人物；
3. 在一般英雄人物和主要英雄人物之间，一般英雄人物要陪衬主要英雄人物。

“三突出”原则的具体实践在电影等艺术领域表现为：景别上对敌人、反面人物要用远景，对英雄和正面人物要用近景；在光的运用上，对敌人、反面人物要用暗光，对英雄和正面人物要用亮光；在构图比例上，对敌人、反面人物要让其显得渺小，对英雄和正面人物要使其显得高大；在拍摄角度上，对敌人、反面人物要用俯视镜头来拍摄，对英雄和正面人物要用仰视镜头来拍摄；在色彩的冷暖处理上，对敌人、反面人物要用冷色调，对英雄和正面人物要用暖色调；对敌人、反面人物要多从侧面角度拍摄，对英雄和正面人物要从正面角度来拍摄等。如在样板戏《智取威虎山》的创作过程中，江青指示把反面人物座山雕的座位由舞台正中移至侧边，让他自始至终围着杨子荣转，作为杨子荣的陪衬。

## 批判
文化大革命结束后，“三突出”理论受到批判，被视为“四人帮及其党羽控制文艺领域的枷锁”。批判者指出在“三突出”原则下，文艺工作者动辄得咎：如果写主角存在成长进步的过程，会被指责为“写中间人物”；如果在作品中对几个英雄人物都认真描写，会被指责为搞“平分秋色”，搞“轮流突出”；如果写英雄人物在某次斗争中存在失误，则会被指责为“歪曲”、“丑化”等。